# Петропавловка 2-а
Петропавловка 2-а (рос. Петропавловка 2-я) — село у Венгеровському районі Новосибірської області Російської Федерації.
Входить до складу муніципального утворення Петропавловська 2-а сільрада. Населення становить 495 осіб (2010).

## Історія
Згідно із законом від 2 червня 2004 року органом місцевого самоврядування є Петропавловська 2-а сільрада.

## Населення
| 2002 | 2007 | 2010 |
| ---- | ---- | ---- |
| 536  | ↘525 | ↘495 |